# Polní katedrála Polské armády
Polní katedrála polské armády Panny Marie Královny Polska je posádkový kostel nalézající se na ulici Długa 13/15 ve Varšavě.

## Historie
V roce 1642 byl z vůle polského krále Vladislava IV. postaven malý dřevěný kostelík otců piaristů, zasvěcený svatému Primasovi a Feliciánovi. V roce 1651 zde piaristé uložili ostatky mučedníků. Pro Vladislava IV. je z Říma přivezl člen rodiny Ossolińských.
Kostel vyhořel během bitvy se Švédy o Varšavu v roce 1656. Král Jan II. Kazimír Vasa se rozhodl na jeho místě postavit zděný chrám.
Dne 17. července 1701 byl kostel (přestavěný podle návrhu Józefa Fontany) vysvěcen jako kostel Panny Marie Vítězné a svatých Pryma a Feliciána. Vysvětil ho poznaňský biskup Mikołaj Stanisław Święcicki. Oltáře obsahovaly díla Szymona Czechowicze a J. B. Plersche. Zvláštní úcta byla věnována relikviím dvou římských mučedníků, Pryma a Feliciána, a také obrazu Panny Marie přivezenému z Říma, známému jako Panna Maria Milostiplná patronka Varšavy v kostele otců jezuitů na ulici Świętojańska.
V roce 1834 předal ruský gubernátor Ivan Paskevič kostel ruské pravoslavné církvi. Piaristům byla vyplacena vysoká náhrada ve výši více než 53 300 rublů a byl jim předán opuštěný jezuitský kostel na ulici Świętojanska. V letech 1835-1837 proběhla přestavba a úprava chrámu pro pravoslavnou liturgii podle projektu Antonia Corazziho a Andrzeje Golonského. Z interiéru byla mimo jiné odstraněna barokní výzdoba a na věže byly zavěšeny zvony odlité z děl ukořistěných během listopadového povstání, které byly zakončeny korouhvemi. Piaristický kostel byl přestavěn na katedrálu Nejsvětější Trojice, katedrálu varšavsko-novgorodské eparchie.

Varšavská veřejnost v gestu odporu proti represím piaristů složila báseň:
| „ | Nečekejte žádné kopule, Pluky ještě přijdou z Francie, Nechceme cizí víru, Naše víra a piaristé se vrátí. | “ |

V prosinci 1916 vrátily okupační německé úřady kostel římskokatolické církvi. Arcibiskup Aleksander Kakowski jej předal do užívání armádě. Dne 5. února 1919 jmenoval papež Benedikt XV. polním biskupem polské armády biskupa Stanislava Galla. V letech 1923-1927 byla původní barokní architektura obnovena podle návrhu profesora Oskara Sosnowského. Během okupace patřil kostel německým katolíkům a jejich farářům.
Dne 6. srpna 1944, v den výročí odchodu první kádrové roty, se po mši v posádkovém kostele konala jediná přehlídka povstaleckých vojsk během Varšavského povstání. Vojáci praporu "Gozdawa" tehdy pochodovali ulicí Długa od kostela k paláci Raczyński.
Během druhé světové války byl kostel zničen přibližně ze 40 %. V letech 1946-1960 byl obnoven podle projektu Leona Marka Suzina. Poté byl předán generálnímu děkanovi polské armády. Komunistické úřady polní ordinariát zrušily, takže katedrála byla "polní" pouze podle jména. Dne 21. ledna 1991 byla zveřejněna jmenovací bula polního biskupa polské armády a dekrety Kongregace pro záležitosti biskupů. To přispělo k návratu polního ordinariátu. Chrám získal statut polní katedrály Polské armády pod vzýváním Panny Marie Královny Polska.

## Katyňská kaple - mauzoleum
Katyňská kaple v polní katedrále byla postavena na památku mučednické smrti polských občanů - vězňů a zajatců, tragicky zavražděných v roce 1940 NKVD v Katyni. Na oltáři kaple byl umístěn obraz Panny Marie Katyňské (relikvie přímo související s osudem polských důstojníků a policistů zavražděných NKVD).
V kapli je umístěno 15 000 pamětních desek se jmény obětí z Katyně, Charkova a Mednoje. Jsou zde umístěny také bezejmenné pamětní desky (7 000 kusů).
Dne 15. srpna 2010 byla v předsíni kaple odhalena pamětní deska věnovaná obětem havárie polského letadla Tu-154 ve Smolensku.

## Kaple Panny Marie u Jitřní brány
Souběžně s katyňskou kaplí, vlevo od hlavního vchodu, se nachází kaple Panny Marie Jitřní brány, vysvěcená v roce 2005. Autory barevných keramických reliéfů v kapli (známé také jako kaple letců) jsou Lech a Piotr Grześkiewiczovi.

## Muzeum polního ordinariátu
Podzemní muzeum (vchod vedle katyňské kaple), otevřené 8. prosince 2010, představuje dějiny Polska od Měška I. po současnost (včetně dějin zbraní, dějin kaplanů).

## Památky
Následující budovy jsou zapsány jako památky:
- Miodowa 26, Piaristický klášterní komplex, ul:
- MB Królowej Korony Polskiej kostel, reg. č.: 2: 66/1 z 1.07.1965
- klášter, dříve nájemní dům, reg. č. 1: 66/2 z 1.07.1965

V chrámu se nacházejí bronzové dveře podle návrhu Andrzeje Renese, na nichž jsou vyobrazeny nejvýznamnější bitevní scény z polských dějin. Nad svatostánkem se nachází socha Panny Marie Královny Polska, která přežila válku. Dne 15. srpna 1994 ji polní biskup generálmajor Dr. Slawoj Leszek Glodz pokryl "hejtmanským pláštěm" s vyšitými pamětními odznaky polských ozbrojených sil. Za sochou jsou umístěna vojenská vyznamenání a vpravo varhany z druhé poloviny 19. století. Interiér je vyzdoben obrazy Michaela Willmanna. Vlevo od kruchty se nachází kaple Panny Marie Milosrdné, známá také jako Pamětní kaple, a vpravo je Katyňská kaple.
Varhany v katedrále byly postaveny na základě varhan Ignáce Mentzela z let 1724-1729, které se původně nacházely v kostele Milosrdenství na Kamenné Hoře, po druhé světové válce byly demontovány a převezeny do Varšavy. Vzhledem k zásadním změnám původního uspořádání varhan a velké volnosti, s jakou byla instalace provedena, je obtížné hovořit o totožnosti současného nástroje s originálem.